# 中村正人の夜は庭イヂリ
『電気事業連合会 presents エレクトリカルサタデーナイト 中村正人の夜は庭イヂリ』（でんきじぎょうれんごうかい プレゼンツ エレクトリカルサタデーナイト なかむらまさとのよるはにわイヂリ）は2009年4月4日から2011年9月24日まで毎週土曜22:00～22:55にTOKYO FM・JFN系列で放送されたラジオ番組。

## パーソナリティー
- 中村正人（DREAMS COME TRUE）
- 吉田美和（DREAMS COME TRUE）（2010年1月2日～）
- LOVE（2009年4月4日～2009年12月26日）

## スポンサー
- 電気事業連合会と放送エリアの電力会社（TOKYO FMは東京電力）。
- 22:00の時報後、オープニング前に番組タイトルとスポンサーの後にCM、また、エンディングの後にCM→番組タイトルとスポンサーになっている。
  - コメントは中村が担当しているが、各ネット局によっては異なっている。また、オープニング前やエンディング後のほかに番組中盤などにも放送エリアの電力会社CMが流れている。

## 番組内容
2011年3月5日の放送までは主にゲストを呼んで毎回話を聞くスタイルで、他に省エネに関するクイズコーナーがあったが、後述のように福島第一原子力発電所事故等の影響からスポンサーである電気事業連合会が前面に出なくなったため内容が変更され、リスナーからのメッセージを読み上げることが多くなった。

### 変更以前から行われている主なコーナー
- あたいが喋ったらアンタは終わりだニャン（あたニャン）

リスナーから送られてくる秘密の告白を紹介
- まとめて救済！（マトキュー！）

リスナーの悩みを解決
- バースデーコール

番組の最後に、このコーナーに応募したリスナーの名前を吉田がかなりの早口で読み上げ、最後に「おめでとー」と言う。同じような内容のコーナーは同局の「山下達郎のサンデー・ソングブック」（日曜14時台）でも存在するがこちらは誕生日のみ。
あたニャン、マトキュー！は不定期である。

## 備考
- 中村正人がTOKYO FMでのレギュラー番組はラヴ・ステーション内の1999年9月に終了した『中村正人のKDD Sunday Network→ドリームズ・カム・トゥルーのKDD Sunday Network』以来、9年半ぶりとなる。
- リスナーのことは「イヂラー」と呼ぶ（公式サイトにも「イヂラー」と記載）
- TOKYO FM・JFN系列での土曜夜10時台の一社提供番組は2007年12月の『On the Album』以来、1年3ヶ月ぶりとなる。なお、番組は2008年3月まで放送した。
- 2011年3月12日は東北地方太平洋沖地震による報道特別番組放送のため休止。翌週も中村・吉田が出演する生放送の特別番組が放送され、スタジオライブなどを行っていた。2011年4月から番組は再開したがスポンサーの表示は番組表、公式サイトからも削除されており、番組HPからは電気事業連合会へのリンクなどは削除されている（これは前述の大地震により、スポンサーの一つである東電の福島原発(特に第1原発)の事故により、深刻な影響が各方面で出たため。詳細は当該項目を参照）。